# Лангеталь, Христиан Эдуард
Христиан Эдуард Лангеталь (Christian Eduard Langethal, 1806—1878) — немецкий ботаник, много работавший по сельскому хозяйству.

## Биография
Окончив курс в Йенском университете (1830), поступил преподавателем естественных наук в эльденскую сельскохозяйственную академию, откуда перешёл (1840) профессором в Йенский университет, где заведовал при университете сельскохозяйственным институтом.

## Труды
- «Die Gewächse des nördlichen Deutschlands» и проч. (1843),
- «Geschichte der deutschen Landwirthschaft» (1847—1856, 4 тома),
- «Handbuch der Landwirthschaftlichen Pflanzenkunde» и проч. (3 части, 1850. 2-е изд. 1852, из него переведены в 1853 г. I и II части Н. Пановым, «Описание сельскохозяйственных растений, ботанических их признаков, способов возделывания и употребления» 5-е изд. 1874 г.;
- 1876—1877 гг. вышли те же две части под редакцией П. А. Костычева: «Руководство к познанию и возделыванию сельскохозяйственных растений. I. Злаки и колосовые хлеба. II. Бобовые и мотыльковые растения»);
- «Beschreibung der Gewächse Deutschlands nach ihren natürlichen Familien etc.» (1858; 2-е изд. 1868) и др.